# Coleção Moebius
Coleção Moebius é uma coleção de graphic novels publicada pela editora Nemo com a obra do quadrinista francês Moebius. Foram oito volumes ao todo, entre 2011 e 2013. Ainda em 2013, toda a coleção passou a ser disponibilizada também em formato digital. No ano seguinte, a editora ganhou o 26º Troféu HQ Mix na categoria "projeto editorial".

## Volumes da coleção
- Volume 1: Arzach (2011)
- Volume 2: Absoluten Calfeutrail & Outras Histórias (2011)
- Volume 3: O homem é bom? (2012)
- Volume 4: A Garagem Hermética (2012)
- Volume 5: As Férias do Major (2012)
- Volume 6: O Homem do Ciguri (2013)
- Volume 7: Crônicas Metálicas (2013)
- Volume 8: Caos (2013)